# DJ Pone
Pour l’article homonyme, voir Pone, le producteur de la Fonky Family.
DJ Pone, de son vrai nom Thomas Parent, né le 8 avril 1978 à Meaux, en Seine-et-Marne, est un disc jockey, compositeur et producteur français. Il collabore et travaille avec de nombreux groupes de rap français tels que Svinkels, NTM, Casseurs Flowters, Gringe, Triptik, Les Rieurs, TTC, la Scred Connexion.
En tant que de DJ, il participe à l'album Double H DJ Crew de Cut Killer en 1999, avant de participer au collectif de turntablism Skratch Action Hiro, ayant abouti à la création de Birdy Nam Nam en 2002. Il remporte de nombreux prix lors de compétitions, en groupe et en individuel. En 2005, il contribue au film Sheitan de Kim Chapiron.
Biographie Thomas Parent est né et a grandi à Meaux, en Seine-et-Marne. Adolescent, il mixe le plus souvent dans sa chambre après ses cours[réf. nécessaire]. Il effectue un BTS design à Blois mais se concentre surtout sur ses compétitions de DJ, dont une en Coupe de France DMC qu'il gagne pendant ses mois passés à Blois.
Beastie Boys constitue son point d'entrée dans le rap. Il doit son attirance pour les tables de mixage à Dj Damage lorsqu'il le rencontre : « J'ai répondu à une question rap sur la radio locale de l'époque, RM7, sur laquelle mixait DJ Damage. C'était une émission très pointue sur le hip-hop. J'ai eu le droit de visiter la radio, square de la Beauce, à Beauval. Et là, j'ai craqué sur la dextérité de DJ Damage. »
En 2000, il devient champion d'Europe en solo et du monde par équipe au Disco Mix Club (DMC). Au début des années 2000, il forme le groupe Birdy Nam Nam avec Crazy B, Little Mike, et DJ Need. Leur nom s'inspire du film La Party de Peter Sellers sorti en 1968. Le groupe remporte le DMC en 2002 avant de se lancer dans un premier album studio, mais sans DJ Pone, forfait pour cause de compétition individuelle. Leur premier album, également intitulé Birdy Nam Nam, est publié au label Uncivilized World en 2005, et mêle jazz, funk, et sonorités downtempo. En 2005, de son côté, DJ Pone participe au film Sheitan de Kim Chapiron, sorti en 2005.
En 2014, il publie son premier EP solo intitulé Erratic Impulses. Toujours en 2014, il fonde un nouveau projet avec José, le chanteur des Stuck in the Sound, appelé Sarh. Lors d'un entretien, il explique que « Sarh est le nom de la ville où est né le père de José. » Il scratche à la fin du clip de TIME B.O.M.B de Nekfeu, publié en 2014. Il suit les Casseurs Flowters sur scène pour leurs deux tournées, en 2014 et 2016. Le 28 février 2016, il joue à la radio Novorama. Le 21 octobre 2016 sort Radiant, son premier album solo. Le 8 juin 2017, DJ Pone revient avec les Svinkels le temps d'un concert au New Morning. Gérard Baste annonce à cette occasion que le groupe jouera à l'Olympia en avril 2018. En 2018, il apparait en feat sur le titre Paradis Noir, dans le premier album solo de Gringe, Enfant lune. Il accompagne ce dernier sur scène pour ses tournées en 2019 et en 2024/2025.
En novembre 2019, il est présent sur scène pour les deux derniers concerts du Suprême NTM à Bercy, qui donneront plus tard l'album live La Der. L'Ultime Concert à l'Accorhotels Arena (2021).

## 1978
Le 14 octobre 2022, DJ Pone publie 1978, un album instrumental et introspectif, conçu comme une bande originale imaginaire retraçant des souvenirs et des émotions personnelles.
L’album mêle ambient, electronica et influences hip-hop, et inclut le titre Paradis, dont le clip officiel, réalisé par Nebsh, est considéré comme le premier clip officiel en Europe entièrement créé à l’aide de l’intelligence artificielle,.

## Récompenses

### En individuel
- 1999 :  Champion de France DMC
- 2000 :
  -  Championnat de France DMC
  -  Championnat d'Europe ITF en beat juggling
  -  Championnat du Monde ITF en beat juggling
- 2001 :
  -  Championnat de France DMC
  -  Championnat du Monde DMC
- 2002 :  Championnat de France DMC

### Par équipe
Avec Dj Damage:
1996} :
- Vice Champion de France DMC

Avec Skratch Action Hiro :
- 1999 :
  -  Champion de France DMC
  -  Championnat du Monde DMC
- 2000 :
  -  Championnat de France DMC
  -  Championnat d'Europe ITF
  -  Championnat du Monde ITF
- 2001 :  Championnat du Monde DMC

## Discographie

### Albums solo
- 2000, 2001 et 2003 : Homework volumes 1, 2 et 3[Quand ?]
- 2002 : Hip Hop Connection 4
- 2003 : Buy It Bro avec Dirty Sanchez
- 2014 : Erratic Impulses
- 2016 : Radiant
- 2023 : 1978

### Albums avec les Svinkels
- 2003 : Bons pour l'asile
- 2005 : DJ Pone réveille le Svink !
- 2021 : Rechute

### Collaborations
- 1998 : Cut Killer Show présente Opération Freestyle
- 1999 : Double H DJ Crew
- 2000 : Fabe, La Rage de dire (avec la Scred Connexion)
- 2001 : Bouge tes cheveux et Drixxxé vs DJ Pone sur Microphonorama (avec Triptik)
- 2001 : Quelques sourires, Matmatah
- 2002 : Triptik, Fondations
- 2003 : Leur rap pue le sky comme mon haleine et R'n'B + Blues + Jazz + Funk + (avec Triptik) Pop + Rock = Hip Hop music sur TR-303 (avec Triptik)
- 2004 : Intro Qhuit, Ajoute et 50 centimes d'euro sur la compilation Gran Bang de Qhuit (avec les Svinkels)
- 2012 : Papa sur Depuis (avec Triptik)
- 2013 : Fais les backs (scratchs) (avec Casseurs Flowters)
- 2014 : La Nausée (avec La Canaille)
- 2015 : Bitchiz et Un jour j'ai fait un tag sur l'album Rap Machine de Disiz
- 2018 : Paradis noir sur l'album Enfant lune de Gringe

### Compilations
- 2002 : All Stars DeeJay's